# نولان كلارك
نولان كلارك (22 يونيو 1948 بأبرشية سانت مايكل في باربادوس - ) (بالإنجليزية: Nolan Clarke)‏ هو لاعب كريكت باربادوسي. شارك مع منتخب هولندا للكريكت.

## وصلات خارجية
- نولان كلارك على موقع إي آس بي آن كريك إنفو (الإنجليزية)